# 東京農業大学の人物一覧
東京農業大学の人物一覧（とうきょうのうぎょうだいがくのじんぶついちらん）は、東京農業大学に関係する人物の一覧記事。

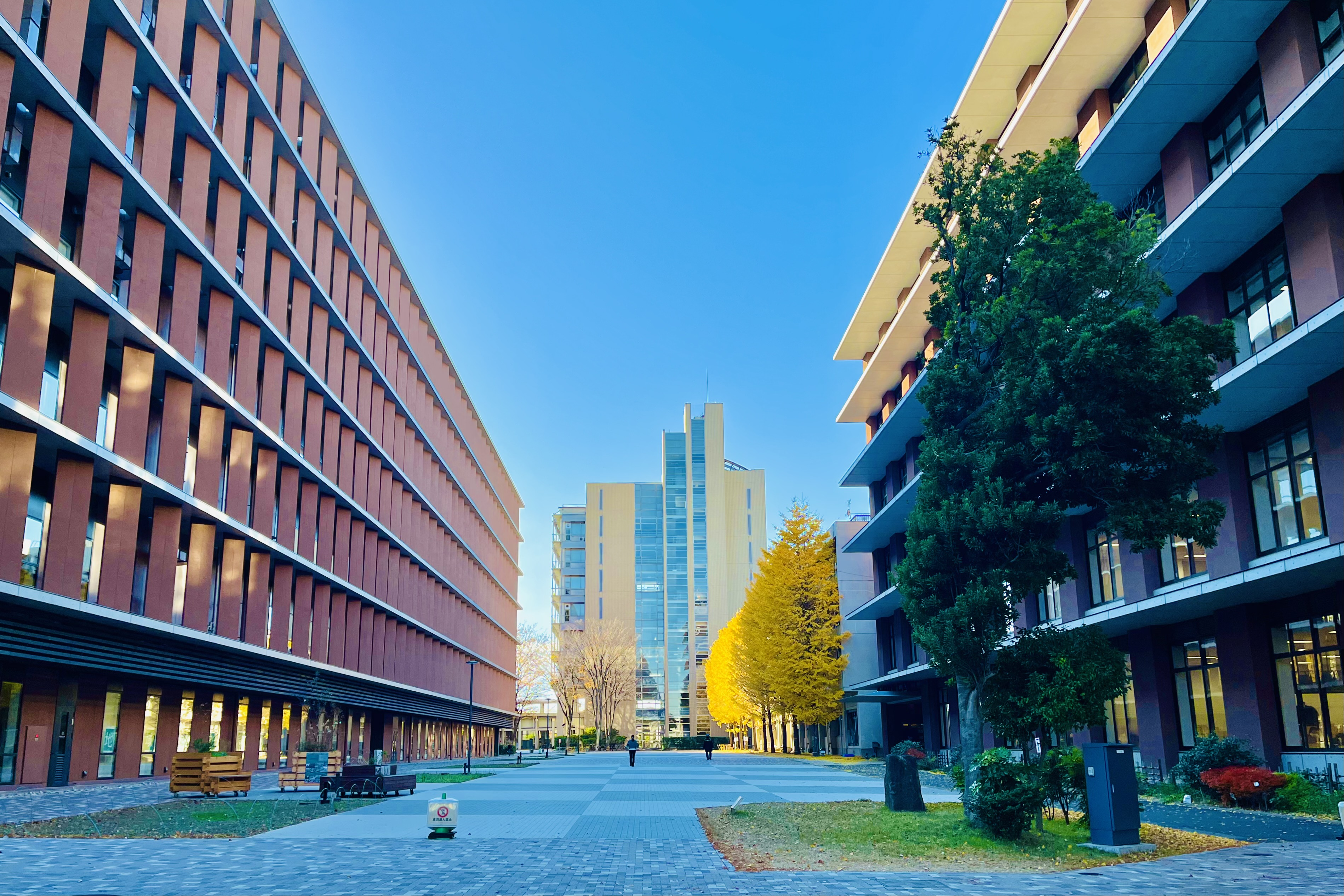
世田谷キャンパス

## 歴代学長

### 徳川育英黌時代
- 管理長 榎本武揚 -武士・幕臣・政治家（元逓信大臣、外務大臣、文部大臣、農商務大臣）

### 東京農学校時代
- 校長 伊庭想太郎

### 大日本農会附属東京農学校時代
- 校長代理・教頭 横井時敬

### 大日本農会附属東京高等農学校時代
- 校長 田中芳男

### 旧制東京農業大学時代
- 初代 横井時敬（1911年～1927年） - 作物学、元東京帝国大学教授
- 3代 佐藤寛次（1939年～1949年） - 農業経済学、元東京帝国大学教授、元大日本農会会長、元日本農学会会長

### 新制東京農業大学
- 3代 佐藤寛次（1949年～1955年）
- 4代 千葉三郎（1955年～1959年） - 元衆議院議員、元労働大臣、元宮城県知事、元鐘紡社長
- 10代 進士五十八（1999年～2005年） - 造園学、環境計画学、景観政策学
- 13代 江口文陽（2021年4月1日～2025年3月31日（予定））

## 教職員

### 現職
- 岡田早苗- 応用生物科学部教授、日本乳酸菌学会会長
- 大滝則忠- 農学部教授、国立国会図書館館長
- 木村俊昭 - 総合研究所教授
- 栗本慎一郎 - 国際食料情報学部教授、元衆議院議員
- 篠崎和子 - 農生命科学研究所教授、みどりの学術賞
- 谷口浩美 - 国際食料情報学部准教授、元マラソン選手、バルセロナオリンピック・アトランタオリンピック男子マラソン日本代表
- 秋篠宮文仁親王 - 客員教授・皇族
- 幸田シャーミン-客員教授・環境ジャーナリスト・元アナウンサー・国際連合広報センター所長
- 服部幸應 - 客員教授・服部栄養専門学校理事長・校長
- 松田輝雄 - 客員教授・元NHKアナウンサー・日本野烏の会理事
- 佐々木譲 - 客員教授・作家
- 堀達也 - 客員教授・元北海道知事（第13-14代）
- 真子正史 - 客員教授・湘南ゴールド育成者の一人

### 退職者
- 鈴木梅太郎 - 元農学部農芸化学科教授、東京帝国大学名誉教授、農芸化学研究家、理化学研究所創設者
- 上原敬二 - 名誉教授。東京高等造園学校創設者。
- 龍居松之助- 元農学部造園科学科教授、造園史研究家、造園家
- 江山正美- 名誉教授、元農学部造園科学科教授
- 平山勝蔵- 元農学部造園科学科教授、造園家
- 永見健一 - 専門部造園科教授、緑地土木科科長を歴任。九州帝国大学助教授、造園家。造園研究者。
- 北村徳太郎 (造園家) - 国土計画研究所教授・開設者。旧建設省施設課長、元東京大学教授。造園家。
- 佐藤昌 - 元農学部教授。旧建設省施設課長、日本造園学会会長、日本公園緑地協会会長、日本造園コンサルタント協会会長、造園家。造園研究者。
- 戸野琢磨 - 造園学科元教授。ランドスケープアーキテクト。造園家アメリカ協会（ASLA）メンバー・名誉会員
- 小寺駿吉 - 東京高等造園学校教授。千葉大学教授。造園教育者・造園研究者。
- 和泉雄三- 元生物産業学部産業経営学科教授、元函館大学名誉教授
- 北村貞太郎 - 元国際食料情報学部国際農業開発学科教授、京都大学名誉教授、農業土木学・農村計画学研究家
- 塩田敏志 - 元造園学科教授。元東京大学農学部教授、造園家、林学者
- 鈴木忠義 - 元大学院農学研究科担当教授。東京工業大学名誉教授。観光学者
- 平野侃三 - 名誉教授、元日本都市計画学会会長、元国土庁大都市圏整備局整備課長
- 小泉武夫- 名誉教授、作家、元応用生物科学部醸造科学科教授 、鹿児島大学客員教授、別府大学客員教授
- 石弘之 - 元生物産業学部産業経営学科教授、元東京大学教授、元朝日新聞編集委員
- 熊谷洋一 - 元農学部造園学科教授
- 倉田益二郎 - 元農学部造園学科教授
- 中島卯三郎 - 元農学部造園学科教授
- 永見健一 - 元農学部造園学科教授
- 針ヶ谷鐘吉 - 元農学部造園学科教授
- 半田真理子 - 元農学部造園学科客員教授
- 平山勝蔵 - 元農学部造園学科教授
- 本間啓 - 元農学部造園学科教授

## 著名な出身者
以下分野別に記載。

### 研究
- 岩﨑邦彦 - 商学者、静岡県立大学経営情報学部教授
- 甲野善紀 - 古武術研究家
- 古賀学 - 菅工学者、松蔭大学観光文化学部教授
- 実吉達郎 - 動物研究家
- 高橋尚孝 - 昆虫学者
- 大場秀章 - 植物学者、東京大学名誉教授
- 宮村忠 - 河川学者、関東学院大学名誉教授

### 教育
- 中根金作 - 元大阪芸術大学 学長
- 涌井雅之 - 東京都市大学 教授、本学客員教授、TBS「サンデーモーニング」コメンテーター、愛・地球博会場演出総合プロデューサー
- 吉田博 - 関東学院大学 人間環境学部教授・副学長
- 蓑茂寿太郎  - 元地域環境科学部造園科学科教授、熊本県立大学理事長、元日本造園学会長、元日本都市計画学会副会長、元農村計画学会長
- 進士五十八 - 元地域環境科学部造園科学科教授・元学長、元日本都市計画学会会長、元日本造園学会会長
- 佐藤英樹 - 西武文理大学学長、西武学園文理中学・高等学校、西武学園文理小学校校長
- 小澤知雄 - 元農学部造園学科教授
- 河原武敏 - 元農学部造園学科教授
- 内山正雄 - 元農学部造園学科教授
- 井下清- 元農学部造園科学科教授、造園家　初代東京都公園緑地課長・元日本造園学会会長・多磨霊園 創設者
- 高嶺英恒 - 元沖縄尚学高等学校附属中学校教諭

### 農林水産
- 荒木芳邦 - 造園家、作庭家。財団法人日本庭園協会理事、社団法人日本造園コンサルタント協会顧問
- 二代 安達曈子 - 華道家、花芸安達流主宰
- 青島利浩 - 造園家。ランドスケープアーキテクト。
- 有賀一郎 - 造園家。ランドスケープアーキテクト。
- 石川初 - 造園家。ランドスケープアーキテクト。慶應義塾大学教授
- 石原憲一郎 - 造園家。ランドスケープアーキテクト。
- 伊藤邦衛 - 造園家、作庭家、環境デザイナー、伊藤造園設計事務所
- 井上剛宏 - 造園家。ランドスケープアーキテクト。
- 井上忠佳 - 造園家。ランドスケープアーキテクト。
- 井上芳治 - 造園家。ランドスケープアーキテクト。
- 猪又康夫 - 造園家。ランドスケープアーキテクト。
- 枝吉茂種 - 造園家。ランドスケープアーキテクト。
- 江尻光一 - 園芸家(NHK「趣味の園芸」講師など)
- 小口基實 - 造園家、作庭家、小口庭園グリーンエクステリア
- 小野勇 - 造園家。ランドスケープアーキテクト。
- 川瀬篤美 - 造園家。ランドスケープアーキテクト。
- 小泉直介 - 造園家。ランドスケープアーキテクト。
- 後藤健一 - 造園家。ランドスケープアーキテクト。
- 小林忠夫 - 造園家。ランドスケープアーキテクト。竹中工務店
- 榊原八朗 - 造園家。ランドスケープアーキテクト。
- 佐藤岳三 - 造園家。ランドスケープアーキテクト。
- 杉尾邦江 - 造園家。ランドスケープアーキテクト。
- 須賀利治 - 篤農家、農業生産法人豆太郎代表、MOA上里普及会会長
- 伊達定宗 (園芸家) - 園芸家。ランドスケープアーキテクト。
- 中島健 (造園家) - 造園家、作庭家。綜合庭園研究室 造園学校助教授歴任
- 野沢清 - 造園家。ランドスケープアーキテクト。
- 久恒秀治 - 造園家。ランドスケープアーキテクト。
- 平井昌信 - 造園家。ランドスケープアーキテクト。
- 黛卓郎 - 造園家。ランドスケープアーキテクト。
- 山本紀久 - 造園家。ランドスケープアーキテクト。
- 吉田哲夫 - 造園家。ランドスケープアーキテクト。

### 国会議員
- 金丸信 - 元副総理、元自由民主党副総裁
- 佐藤隆 - 元農林水産大臣
- 上杉光弘 - 元自治大臣兼国家公安委員会委員長（通信）
- 青木正 - 元自治庁長官兼国家公安委員会委員長
- 田中茂穂 - 元行政管理庁長官
- 東郷彪 - 元貴族院議員
- 伊藤博精 - 元貴族院議員
- 中川以良 - 元参議院議員、元四国電力社長
- 阿曽田清 - 元参議院議員
- 鹿熊安正 - 元参議院議員
- 吉川有美 - 参議院議員
- 高野光二郎 - 元参議院議員
- 儀間光男 - 元参議院議員
- 佐々木洋平 - 元衆議院議員
- 奥山茂彦 - 元衆議院議員
- 七条明 - 元衆議院議員
- 魚住汎英 - 元衆議院議員（通信）
- 中野鉄造 - 元参議院議員
- 秋山利恭 - 元衆議院議員

### 地方政界
- 藤代孝七 - 元千葉県船橋市長
- 長尾忠行[1] - 青森県平川市長
- 北村正平 - 静岡県藤枝市長
- 小笠原春一 - 北海道登別市長
- 後藤正和 - 徳島県神山町長
- 高瀬一太郎 - 埼玉県加須市長
- 星野信吾 - 埼玉県富士見市長
- 神谷学 - 愛知県安城市長
- 杉浦彦衛 - 元愛知県安城市長
- 内野宮正英 - 宮崎県児湯郡川南町長
- 鈴木周也 - 茨城県行方市長
- 谷中聰 - 元茨城県八千代町長
- 植田壮一郎 - 高知県室戸市長
- 狩野岳也 - 元茨城県議会議員
- 西村穣 - 北海道中標津町長
- 山下清司 - 岐阜県関市長
- 井田泉 - 群馬県議会議員

### 経済
- 及川智正 - 農業総合研究所創業者
- 新田恭一郎 - ホテル・サンバレー・グループ 代表取締役社長、本学・大妻女子大学非常勤講師
- 大沢一彦 - 日本食研株式会社 代表取締役社長
- 海野一幸 - ヴァンフォーレ山梨スポーツクラブ（ヴァンフォーレ甲府）社長、社団法人日本プロサッカーリーグ理事
- 鈴木太郎 - サザコーヒー代表取締役社長、コーヒー研究家
- 肥土伊知郎 - イチローズモルトで知られるベンチャーウイスキー創業者

### 文学
- 姉崎一馬 - 絵本作家、写真家、サンケイ児童出版文化賞
- 香川哲三 - 歌人
- 三萩せんや - 小説家
- 高家博成 - 絵本作家、元多摩動物公園昆虫飼育係長、日本科学読物賞
- 木村浪漫 - SF作家

### 芸能
- 大野安之 - 漫画家
- 芳岡ひでき - イラストレーター
- 春風亭柳好 - 落語家（中退）
- 立川晴の輔 - 落語家
- 三遊亭ときん - 落語家
- 春風亭昇りん - 落語家
- 永井大 - 俳優
- 藤代宮奈子 - 女優
- 加藤未央 - 女優、アイドル
- 工藤阿須加 - 俳優　元プロ野球選手工藤公康の長男
- 佐々木蔵之介 - 俳優（中退）
- 伊藤久男 - 歌手（中退）
- 齋藤吉正 - 演出家
- 田宮五郎 - 俳優
- 安藤龍 -　俳優
- 今井康揮 -　俳優
- 新島弥生 - 元アイドル
- 水落幸子 - 声優
- 石野竜三 - 声優
- ELLY - 三代目J Soul Brothers(中退）
- しおつかこうへい -　俳優、声優、劇作家、演出家
- 東京アヴァンギャルド - お笑いコンビ
- 中原成男 - 元俳優

### 野球
- 円子宏 - 元プロ野球選手（南海）
- 安田辰昭 -　高校野球監督
- 小倉清一郎 - 横浜高校硬式野球部コーチ
- 菅原勝矢 - 元プロ野球選手（巨人）（中退）
- 広瀬宰 - 元プロ野球選手（ロッテ→中日→太平洋・クラウン・西武）
- 片平晋作 - 元プロ野球選手（南海→西武→横浜大洋）
- 佐藤龍一郎 - 元プロ野球選手（大洋）
- 倉骨道広 - 元プロ野球選手（巨人）
- 橋本武広 - 元プロ野球選手（ダイエー→西武→阪神→ロッテ）
- 島田一輝 - 元プロ野球選手（日本ハム）
- 栗山聡 - 元プロ野球選手（オリックス→中日→オリックス）生物産業学部野球部
- 徳元敏 - 元プロ野球選手（オリックス→楽天） 生物産業学部野球部
- 福川将和 - 元プロ野球選手（ヤクルト）生物産業学部野球部
- 渡邉恒樹 - 元プロ野球選手（楽天→ヤクルト）
- 板倉康弘 - 元プロ野球選手（オリックス）生物産業学部野球部
- 小森孝憲 - 元プロ野球選手（ヤクルト）生物産業学部野球部
- 稲嶺誉 - 元プロ野球選手（ダイエー・ソフトバンク）、現・コーチ　生物産業学部野球部
- 小斉祐輔 - 元プロ野球選手（ソフトバンク→楽天）生物産業学部野球部
- 鈴江彬 - 元プロ野球選手（ロッテ）（中退）
- 松井佑介 - プロ野球選手（中日→オリックス）
- 吉原正平 - 元プロ野球選手（ロッテ）
- 飯田優也- 元プロ野球選手（ソフトバンク→阪神→オリックス）北海道オホーツク野球部
- 髙木伴 - 元プロ野球選手（オリックス）
- 陽川尚将 - 元プロ野球選手（阪神→西武）
- 風張蓮 - 元プロ野球選手（ヤクルト→横浜→ケンタッキー・ワイルドヘルス・ゲノムス（英語版） ）北海道オホーツク野球部
- 玉井大翔 - プロ野球選手（日本ハム）北海道オホーツク野球部
- 谷川昌希 - 元プロ野球選手（阪神→日本ハム）
- 井口和朋 - プロ野球選手（日本ハム→オリックス）北海道オホーツク野球部
- 樋越優一 - 元プロ野球選手（ソフトバンク）北海道オホーツク野球部
- 周東佑京 - プロ野球選手（ソフトバンク）北海道オホーツク野球部
- 岡本直也 - プロ野球選手（ソフトバンク→千葉スカイセイラーズ）北海道オホーツク野球部
- アドゥワ大 - 元プロ野球選手（BCL・新潟アルビレックス・ベースボール・クラブ）北海道オホーツク野球部
- タイシンガーブランドン大河 - 元プロ野球選手（西武）北海道オホーツク野球部
- 中村亮太 - プロ野球選手（ソフトバンク→ロッテ）北海道オホーツク野球部

### 相撲
卒業生は時津風部屋に入門する者が多い。
- 豊山勝男 - 元大相撲力士（最高位：大関）、第8代日本相撲協会理事長、元・年寄14代時津風
- 豊山広光 - 元大相撲力士（最高位：小結）、元・年寄22代湊
- 市ノ渡三四四 - 元大相撲力士（最高位：十両）
- 時津海正博 - 元大相撲力士（最高位：前頭）、元・年寄16代時津風
- 霜鳥典雄 - 元大相撲力士（最高位：小結）
- 双大竜亮三 - 元大相撲力士（最高位：前頭）
- 時天空慶晃 - 元大相撲力士（最高位：小結）、元・年寄19代間垣
- 土佐豊祐哉 - 元大相撲力士（最高位：前頭）、年寄17代時津風
- 正代直也 - 大相撲力士（時津風部屋所属）
- 豊山亮太 - 元大相撲力士（最高位：前頭）
- 時天嵐信男 - 大相撲力士（最高位：三段目）

### サッカー
- 柳下正明 - ツエーゲン金沢監督
- 石崎信弘 - 藤枝MYFC監督、元コンサドーレ札幌監督、元柏レイソル監督、元清水エスパルス監督
- 大木武 - ロアッソ熊本監督、元サッカー日本代表コーチ、元ヴァンフォーレ甲府監督、元清水エスパルス監督
- 結城治男 - 元横浜F・マリノスコーチ、元ヴァンフォーレ甲府強化育成部長、元フジタサッカークラブ(現湘南ベルマーレ)選手
- 神田勝夫 - 元アルビレックス新潟強化部長、元サッカー日本代表FW
- 高橋武夫 - 東京農業大学サッカー部監督、元コンサドーレ札幌監督、元サッカー日本代表
- 長澤和明 -浜松大学サッカー部監督、 元ジュビロ磐田監督、元サッカー日本代表MF、長澤まさみ実父
- 梶野智幸 - 元サッカー選手（ヤンマー →  ガンバ大阪 → 柏レイソル）
- 梶野智 - セレッソ大阪チーム統括ディレクター
- 小島光顕 - 元サッカー選手（富士通 → サンフレッチェ広島 → アビスパ福岡）
- 森下申一 - FC東京GKコーチ、元ジュビロ磐田コーチ、元京都サンガコーチ、 元サッカー日本代表
- 久野智昭 - 元川崎フロンターレ選手、現同チームコーチ
- 常盤聡 - 元ザスパクサツ群馬選手
- 石野秀多 - 藤枝MYFC選手
- 工藤祐生 - SC相模原選手
- 高橋延仁 - SAGAWA SHIGA FC選手
- 増本浩平 - 元ガイナーレ鳥取選手、現横河武蔵野FCジュニアユースコーチ
- 実信憲明 - 松江シティFC選手
- 浅沼達也 - 元コンサドーレ札幌選手、現コンサドーレ札幌ユースコーチ
- 木島敦 - 元サッカー選手（東芝 → コンサドーレ札幌 → 大分トリニティ）、現ノルブリッツ北海道監督
- 山西博文 - 元マツダ選手、元サッカー審判員
- 石井知幸 - 元ヤマハ選手、ジュビロ磐田ヘッドコーチ
- 杉山誠 - 元サッカー選手（日産 → 住友金属/鹿島アントラーズ → 京都パープルサンガ）
- 酒井良 - 元FC町田ゼルビア選手
- 岡庭裕貴-ザスパクサツ群馬
- 中島拓真 - アスルクラロ沼津選手
- 安藤一哉 - ガイナーレ鳥取選手
- 丸山壮大 - ガイナーレ鳥取選手

### ボクシング
- 佐々木忠広 - バルセロナオリンピック日本代表
- 八重樫剛 - 広島アジア大会金メダリスト
- 清水智信 - WBA世界スーパーフライ級王者
- 五十嵐俊幸 - WBC世界フライ級王者。アテネオリンピック日本代表
- 岡田誠一 - 日本スーパーフェザー級王者
- 出田裕一 - 日本スーパーウェルター級王者
- 井岡一翔 - WBC・WBA世界ミニマム級・WBA世界ライトフライ級・WBO世界スーパーフライ級王者 ※中退
- 吉野修一郎 - 日本ライト級王者
- 中澤奨 - 全日本アマチュア王者 ※中退
- 佐川遼 - 日本フェザー級王者
- 中野幹士 - 元高校3冠
- 森坂嵐 - 元高校3冠、全日本アマチュア王者
- 中島玲 - 日本スーパーウェルター級暫定王者 ※中退
- 桑原拓 - OPBF東洋太平洋フライ級王者
- 松本圭佑 - 日本フェザー級王者 ※中退
- 齋藤麗王 - WBOアジアパシフィックスーパーフェザー級王者

### その他
- 国沢光宏 - 自動車評論家※中退
- 泉田純至 - 元プロレスラー※中退
- 木暮貞行 - 陸上競技選手
- 小山直城 - 陸上競技選手
- 清水萌衣乃 - 陸上競技選手、ユニバーシアード金メダル
- 棟久由貴 - 陸上競技選手、ユニバーシアード金メダル
- 大和ヒロシ - プロレスラー（WRESTLE-1→フリー）
- FUMA - プロレスラー（プロレスリングBASARA）
- 小原匡博 - プロバスケットボール選手、現レノヴァ鹿児島HC：2005年卒業
- 原口真英 - プロバスケットボール選手：2005年卒業
- 松濤明 - 登山家
- 中洞正 - 農業経営者
- 菅野孝典 - 漫画家
- ムータン - AV男優※中退
- 粟田彰常 - 元皇族
- 高橋進 - 元TBSアナウンサー
- 上田敦史 - フリーアナウンサー
- 石渡伸太郎 - 元総合格闘家
- 寺本卓也 - 気象予報士
- 宮本和秀 - 料理研究家